# Richard Cheese and Lounge Against the Machine
Richard Cheese and Lounge Against the Machine är ett band från USA. Bandet består av sångaren Richard Cheese (Mark Jonathan Davis), keyboardisten Bobby Ricotta (Noel Melanio), basisten Billy Bleu (Ron Belcher) och trummisen Frank Feta (Brian Fishler). Bandet är främst kända för deras swing och lounge-coverversioner av kända pop-/rocklåtar.

## Diskografi
Studioalbum (urval)
- Lounge Against the Machine (2000)
- Tuxicity (2003)
- I'd Like a Virgin (2004)
- Aperitif for Destruction (2005)
- The Sunny Side of the Moon: The Best of Richard Cheese (2006)
- Dick At Nite (2007)